# Lasiancistrus heteracanthus
Lasiancistrus heteracanthus är en fiskart som först beskrevs av Günther, 1869.  Lasiancistrus heteracanthus ingår i släktet Lasiancistrus och familjen Loricariidae. Inga underarter finns listade i Catalogue of Life.